# 弗拉诺·维钱
弗拉诺·维钱（1976年1月24日—），克罗地亚男子水球运动员。他曾代表克罗地亚国家队参加2000年、2004年、2008年和2012年夏季奥林匹克运动会水球比赛，获得一枚金牌。